# Myacopterus rufosericans
Myacopterus rufosericans là một loài bọ cánh cứng trong họ Cerambycidae.